# Odeão de Agripa

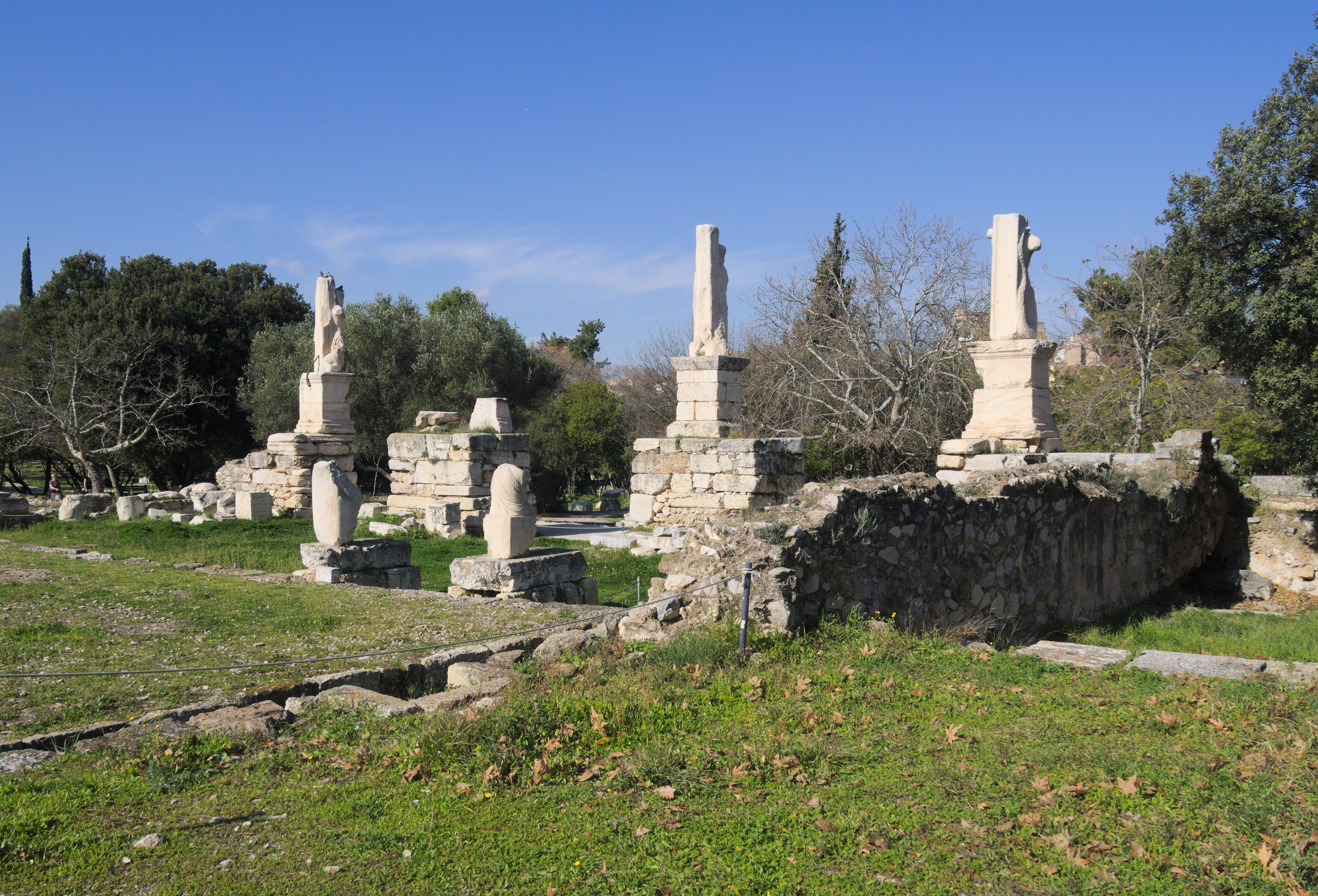
Ruínas do Odeão de Agripa

O Odeão de Agripa foi um odeão (sala de concertos e conferências) situado no centro da Ágora de Atenas que foi construído entre 16 e 14 a.C. ou entre 21 e 14 a.C. por ordem de Marco Vipsânio Agripa, general romano, genro de Augusto, como oferta à cidade de Atenas. Em agradecimento, os atenienses dedicaram a Agripa um monumento erigido na entrada do Propileu da Acrópole.

## Descrição
O edifício ocupava parte da antiga praça da ágora, no local onde entre os séculos VI e V a.C. se encontrava a Orchestra, que caiu em desuso desde a construção do Teatro de Dionísio. A construção da ágora romana tinha possibilitado a redução do tamanho da antiga praça do mercado.[carece de fontes?]

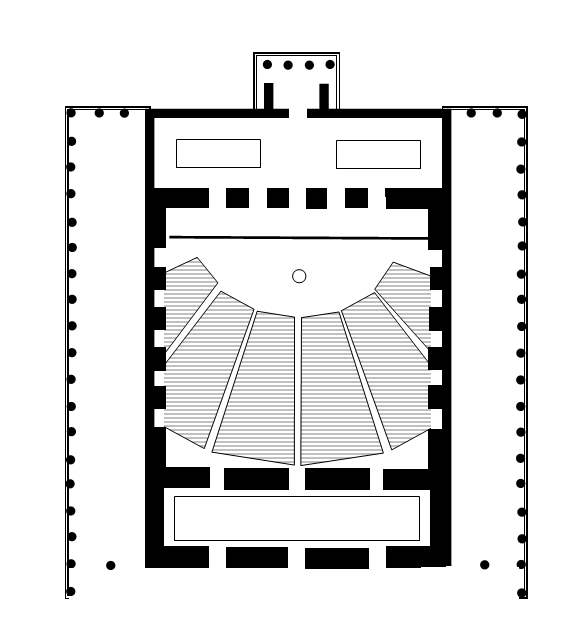
Planta esquemática do primeiro edifício do odeão

Tinha planta retangular, com 51,4 por 43,2 metros, e era composto por uma grande sala com dois pisos, uma cávea com lotação até mil espectadores, dividida em dois setores de forma circular no espaço retangular da sala. Incluía ainda um palco com um cnário decorado com herma de mármore colorido com cabeças de mármore branco. A orquestra, ou seja, o espaço para o coro, era pavimentada com mármores coloridos e o cenário estava decorado com esculturas. A iluminação era feita através de uma abertura na parte alta das paredes e de uma colunata dupla com seis grandes colunas coríntias, aberta na parte posterior.[carece de fontes?]
Tinha duas entradas: uma a norte, que dava diretamente para a orquestra — certamente para uso dos atores, — e outra a sul, onde o complexo arquitetónico estava em estreita relação com o terraço existente na Stoa Central. A entrada era monumental com duas filas de colunas coríntias. Pausânias viu à frente da entrada meridional a estátua dos reis ptolemaicos egípcios.
O exterior era circundado em três dos seus lados por um criptopórtico subterrâneo que sustententava stoai (pórticos) decoradas com pilastras coríntias. A decoração da fachada do lado norte apoiava-se em pilastras, a que foram adossadas estátuas de gigantes (com as extremidades inferiores em forma de serpente em vez de pernas) e tritões (com rabos de peixe em vez de pernas) e torsos derivados das esculturas dos frontões do Partenon.[carece de fontes?]

## História
Em emados do século II d.C. a cávea foi reduzida a 500 espectadores devindo`ao desabamento do teto de 25 m, tendo sido introduzido um muro transversal para o suster. A fachada setentrional foi então transformada num pórtico aberto e o edifício passou a ser usado como sala de conferências. Quando o teto caiu, a função principal era provavelmente de sala de leitura pública, realizando-se os espetáculos musicais no Odeão de Herodes Ático.[carece de fontes?]
Esse novo edifício foi destruído durante a invasão dos hérulos no ano 267 d.C. No século V d.C. foi construído um edifício bizantino no local do odeão, com habitações, pátios, peristilos e termas, que foi interpretado como um ginásio, sede de uma escola ou ainda como o palácio do governador. O complexo reutilizou as pilastras com gigantes esculpidos para monumentalizar a entrada.[carece de fontes?]